# Tolerate It
«Tolerate I» — песня американской певицы Тейлор Свифт. Вышла 11 декабря 2020 года на лейбле Republic Records в качестве пятого трека из девятого студийного альбома Evermore. Песня была написана Свифт и Аароном Десснером, а спродюсирована Десснером. Медленная фортепианная баллада «Tolerate It» отличается средним темпом и странной временной подписью. Вдохновлённая романом Дафны дю Морье «Ребекка» (1938), песня рассказывает о нестабильных отношениях молодой женщины с пожилым мужчиной, которому она, похоже, не нравится.
Критики высоко оценили песню «Tolerate It» за то, что они посчитали откровенным авторским исполнением Свифт и увлекательной постановкой, и выбрали её в качестве одного из ярких моментов альбома Evermore. В коммерческом плане песня заняла 28-е место в Billboard Global 200 и вошла в чарты Австралии, Канады, Португалии, США и Великобритании. Свифт включила её в регулярный сет-лист тура Eras Tour (2023—2024).

## Композиция
«Tolerate It» — это медленно развивающаяся фортепианная баллада, которая длится четыре минуты и пять секунд. Она отличается странным тактовым размером; Десснер сказал, что песня написана в такте 10
8, в то время как Джон Парелес из The New York Times и Нейт Джонс из Vulture считали, что она написана в размере 5
4. Среднетемповая композиция содержит бас-гитару, виолончель, перкуссию, скрипку, а также дрожащие синтезаторные ритмы с повторяющимися аккордами клавишных. Критики описывали фортепиано как «торжественное, прохладное», «приглушённое», и «морозное». Рэй Финлейсон из Beats Per Minute высказал мнение, что песня могла бы войти в Folklore, поскольку, по его мнению, в ней есть похожие музыкальные элементы.

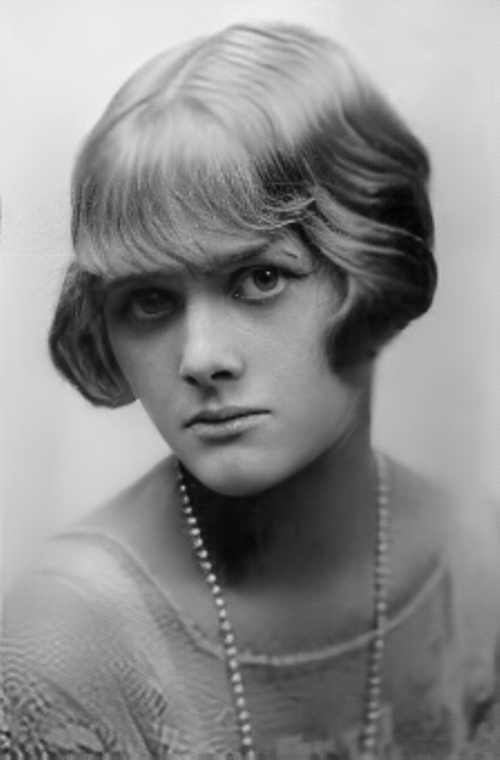
«Tolerate It» был вдохновлён романом «Ребекка» Дафны дю Морье (портрет в молодости, начало 30-х годов XX века).

В песне «Tolerate It» рассказывается о трудностях любви к человеку, который недооценивает их отношения; Свифт написала, что трек посвящён «амбивалентной терпимости» и что он был вдохновлён романом Дафны дю Морье «Ребекка» (1938). В тексте песни описываются нестабильные отношения между двумя героями с большой разницей в возрасте, повествование ведётся с точки зрения молодой женщины. Она оказывает «услуги» своему партнёру, например, накрывает на стол «модное дерьмо». Женщина признаёт свою ценность и признаётся в этом («Я знаю, что моя любовь должна быть отмечена»), но сталкивается с безразличием («но ты терпишь это»). Свифт использует свой верхний регистр, когда женщина осознаёт, что у неё есть возможность уйти из отношений: «Ты считаешь, что со мной все в порядке, но что бы ты сделал, если бы я / Вырвалась на свободу и оставила нас в руинах / Приобрела бы всего тебя, а потом потеряла / Поверь мне, я смогла бы это сделать».
Некоторые критики отметили сходство с другими песнями, а некоторые выделили текст из трека. В The Guardian музыкальный журналист Алексис Петридис посчитал, что Свифт подавляет характер «разочарованной жены» в «Tolerate It» и полагает, что это напоминает песню группы Smiths «Asleep» (1985). Автор Rolling Stone Роб Шеффилд счёл, что трек больше соответствует песне Кэрол Кинг 1970-х годов. Эмили Алгар из Atwood Magazine интерпретировала текст «Я сделала тебя своим храмом, своей фреской, своим небом/ Теперь я прошу сноски в истории твоей жизни» как чувство любви к человеку, который любит тебя меньше. Кэтрин Роджерс из The Quietus посчитала, что текст «Ты намного старше, и мудрее, и я» показывает разницу в возрасте в их отношениях.

## Отзывы
В рецензиях на Evermore критики считали «Tolerate It» изюминкой альбома. Они отметили чувствительность, проявившуюся в песнях Свифт; некоторые из них утверждали, что в нём собраны одни из лучших её произведений.
Константинос Паппис из журнала Our Culture Mag назвал песню «Tolerate It» одним из «самых трогательных моментов» Evermore, а также отметил, что в ней чувствуется «поразительно личное», несмотря на отсутствие автобиографического почерка Свифт. Патрик Райан из USA Today назвал песню лирическим хитом альбома. Мора Джонстон из Entertainment Weekly считает, что это «искусное изображение» разрушающегося брака. Мэри Сироки из Consequence написала, что именно в этой песне она «в полной мере демонстрирует своё повествование». Клэр Шаффер из Rolling Stone сказала, что «Tolerate It» содержит одну из «самых разрушительных эпизодов отношений Свифт на сегодняшний день».
Патрик Райан из USA Today назвал песню лирическим украшением альбома. Мора Джонстон из Entertainment Weekly считает, что это «искусное изображение» разрушающегося брака. Мэри Сироки из Consequence написала, что именно здесь её «повествовательное изложение проявляется в полной мере». Клэр Шаффер из Rolling Stone сказала, что «Tolerate It» — одна из «самых разрушительных сцен отношений Свифт на сегодняшний день». Петридис, Китти Импайр из The Observer и Кэтрин Роджерс из The Quietus похвалила продемонстрированную проработку образов героев, а Петридис добавил, что горький текст песни был более назидательным, чем тот, который она написала для своего альбома 2017 года Reputation.
В менее положительных отзывах автор Slate Карл Уилсон счёл «Tolerate It» одной из «самых затянутых композиций [Десснера]» в альбоме и подумал, что в результате получилась «оцепеневшая и разочаровывающая музыка». Кори Макконнелл из The Ringer посчитал песню мелодрамой и «немного затянутой» на Evermore, а Sputnikmusic раскритиковал Свифт за использование одного и того же хука, который был общим для нескольких треков альбома. «Tolerate It» попала в рейтинги дискографии Свифт от Rolling Stone (94) и Vulture (138).

## Участники записи
По данным заметок из Evermore
- Тейлор Свифт — вокал, сочинение песен
- Аарон Десснер — сочинение песен, продюсирование, фортепиано, программирование драм-машины, бас-гитара, клавишные, запись
- Брайан Девендорф — программирование ударной установки
- Брайс Десснер — оркестровка
- Кларис Йенсен — виолончель
- Джеймс МакАлистер — перкуссия, программирование драм-машины, клавишные, синтезатор
- Джейсон Треутинг — перкуссия
- Юки Нумата Резник — скрипка
- Джонатан Лоу — сведение, запись
- Грег Калби — мастеринг
- Стив Фэллон — мастеринг

## Чарты
| Чарт (2020—2021)                             | Высшая позиция |
| -------------------------------------------- | -------------- |
| Австралия (ARIA)                             | 33             |
| Канада (Billboard Canadian Hot 100)          | 18             |
| Мир (Billboard Global 200)                   | 28             |
| Португалия (AFP)                             | 101            |
| Великобритания (UK Streaming Chart)          | 59             |
| США (Billboard Hot 100)                      | 45             |
| США (Billboard Hot Rock & Alternative Songs) | 8              |

| Чарт (2021)                                   | Позиция |
| --------------------------------------------- | ------- |
| США (Hot Rock & Alternative Songs (Billboard) | 47      |

## Сертификации
| Регион                                                                      | Сертификация | Продажи |
| --------------------------------------------------------------------------- | ------------ | ------- |
| Великобритания (BPI)                                                        | Серебряный   | 200 000 |
| Данные о продажах + прослушиваниях приведены только на основе сертификации. |              |         |

### Комментарии
1. ↑  Это мнение высказали The Atlantic,[11] Atwood Magazine,[20], Beats Per Minute[англ.][10], Esquire[21] и Los Angeles Times[22].
2. ↑  Это мнение высказали The Atlantic[11], The A.V. Club[23], Clash[24] Esquire,[21], Los Angeles Times[22], No Ripcord[25], PopMatters[26] и Vulture[14].
3. ↑  Это мнение высказали The Atlantic[11] и Exclaim![27].